# Leonessa, Lazio
Leonessa är en stad och kommun i provinsen Rieti i den italienska regionen Lazio. Staden grundades år 1228. Bland sevärdheterna återfinns kyrkorna San Francesco, San Giuseppe da Leonessa, Santa Maria del Popolo och San Pietro.

## Frazioni
Albaneto, Capodacqua, Casa Buccioli, Casale dei Frati, Casanova, Colleverde, Corvatello, Cumulata, Fontenova, Fuscello, Ocre, Pianezza, Piedelpoggio, Sala, San Clemente, San Giovenale, Sant'Angelo in Trigillo, San Vito, Terzone, Vallimpuni, Vallunga, Viesci, Villa Alesse, Villa Berti, Villa Bigioni, Villa Bradde, Villa Carmine, Villa Ciavatta, Villa Climinti, Villa Colapietro, Villa Cordisco, Villa Gizzi, Villa Immagine, Villa Lucci, Villa Massi, Villa Pulcini, Villa Zunna, Vindoli, Volciano.

## Bilder
| - Temperamålning föreställande kyrkan San Francesco. - Kyrkan San Giuseppe. - Kyrkan San Giovanni Battista i frazione Vindoli. |